# Confederación Mundial de Fisioterapia
La Confederación Mundial de Fisioterapia ahora llamada Fisioterapia Mundial fue fundada en 1951, se considera como la única voz internacional para la fisioterapia y representa a más de 625.000 fisioterapeutas en todo el mundo a través de sus 129 organizaciones miembros. Fisioterapia Mundial (World Physiotherapy) es el nombre operativo de la Confederación Mundial de Fisioterapia (WCPT).
World Physiotherapy se compromete a promover la profesión de fisioterapia y mejorar la salud global. Cree que cada individuo tiene derecho al más alto nivel posible de atención médica culturalmente apropiada, brindada en una atmósfera de confianza y respeto por la dignidad humana, y respaldada por un razonamiento clínico sólido y evidencia científica.
World Physiotherapy es una organización sin fines de lucro y está registrada como organización benéfica en el Reino Unido. Mantiene relaciones oficiales con la Organización Mundial de la Salud (OMS) desde 1952, colaborando en programas de trabajo para mejorar la salud mundial. Trabaja con una amplia gama de otros organismos internacionales y es miembro de la Alianza Mundial de Profesiones de la Salud.

## Visión de la Confederación Mundial de Fisioterapia
La visión de World Physiotherapy es hacer avanzar la fisioterapia para que la profesión sea reconocida mundialmente por su importante papel en la mejora de la salud y el bienestar.
Como la voz internacional de la fisioterapia misión del mundo fisioterapia es a:
- Unir la profesión a nivel internacional.
- Representar a fisioterapeutas a nivel internacional.
- Promover altos estándares de práctica, educación e investigación de la fisioterapia.
- Facilitar la comunicación y el intercambio de información entre organizaciones miembros, regiones, subgrupos y sus miembros.
- Colaborar con organizaciones nacionales e internacionales.
- Contribuir a la mejora de la salud mundial.

## Actividades
World Physiotherapy brinda servicios a sus organizaciones miembros, campañas para mejorar la salud mundial y produce políticas y pautas. Fomenta altos estándares de fisioterapia y salud global al facilitar el intercambio de información y producir recursos.
Todas sus actividades están moldeadas e informadas por la investigación. En 2013, un estudio informó qué en los países miembros de World Physiotherapy se permiten el acceso directo a la fisioterapia.  y en el año 2020 otro estudio informó qué países en los países miembros de la Confederación Mundial de Fisioterapia se permiten a los fisioterapeutas solicitar imágenes de diagnóstico.

## Historia
Fundada en 1951 por 11 organizaciones nacionales de fisioterapia de Australia, Canadá, Dinamarca, Finlandia, Gran Bretaña, Nueva Zelanda, Noruega, Sudáfrica, Alemania Occidental, Suecia y Estados Unidos de América.
El primer congreso internacional y la segunda reunión general se celebraron en Londres en 1953, donde se eligió el primer comité ejecutivo.
World Physiotherapy ha desarrollado declaraciones, incluidas las Pautas de educación, para apoyar el desarrollo de la profesión. Ha desarrollado una estructura de cinco regiones y estrechas relaciones con organizaciones internacionales independientes de fisioterapeutas con intereses específicos, 14 de los cuales ahora se reconocen como subgrupos de la Confederación Mundial de Fisioterapia.

## Congreso Mundial de Fisioterapia
Celebra un congreso cada dos años, donde se reúne el mundo de la fisioterapia.
El Congreso Mundial de Fisioterapia es la reunión internacional más grande de fisioterapeutas, que reúne a médicos, educadores, investigadores, gerentes y legisladores. 

### Congresos anteriores
- 2019 Ginebra, Suiza
- 2017 Ciudad del Cabo, Sudáfrica
- 2015 Singapur
- 2011 Ámsterdam, Países Bajos
- 2007 Vancouver, Canadá
- 2003 Barcelona, España
- 1999 Yokohama, Japón
- 1995 Washington D. C., Estados Unidos
- 1991 Londres, Reino Unido
- 1987 Sídney, Australia
- 1982 Estocolmo, Suecia
- 1978 Tel Aviv, Israel
- 1974 Montreal, Canadá
- 1970 Ámsterdam, Países Bajos
- 1967 Melbourne, Australia
- 1963 Copenhague, Dinamarca
- 1959 París, Francia
- 1956 Nueva York, Estados Unidos
- 1953 Londres, Reino Unido